# Московсько-турецька війна (1568—1570)
Московсько-турецька війна (1568—1570), також Астраханська кампанія, Московсько-османська війна 1568-1570 років (рос. Русско-турецкая война 1568—1570 годов, тур. Astrahan Seferi) — війна за колишнє Астраханське ханство між Московським царством з одного боку та Османською імперією і Кримським ханством з іншого. Була першою з дванадцяти московсько-турецьких воєн.
1556 року Астраханське ханство було завойоване московським царем Іваном IV Грозним. На березі Волги, неподалік Астрахані, він збудував нову фортецю, яка мала стати опорним пунктом Москви в експансії на південь.
У 1568 році Великий візир імперії, Мехмет-Паша запропонував султанові оголосити війну Московії з метою захоплення Астрахані. Для реалізації своїх планів османи хотіли прорити канал між Доном та Волгою, що дозволило б їм розміщувати флот на Каспійському морі і значно б полегшило протистояння з Персією за Закавказзя.
Літом 1569 року величезна армія з 20 000 османів та 50 000 татар під керівництвом Касім-Паші була послана на облогу Астрахані та спорудження каналу, поки османський флот облягав Азов. Однак астраханському гарнізону під керівництвом князя Серебряного-Оболенського вдалось відбити атаки переважаючих сил противника та перейти в контрнаступ. Московські війська вийшли в степ і розігнали більшість робітників, зайнятих на будівництві каналу. Згодом до 70 % османсько-татарських військ загинули в степах через морози та напади черкесів, а османський флот був потрощений в гирлі Дону під час шторму.
Османська імперія була розгромлена і погодилась на мирну угоду з Москвою за умовами якої забезпечувався вільний прохід паломникам та торговцям із Середньої Азії. Також московити зобов'язувались зруйнувати свої фортеці на річці Терек. Однак поразка османів не призвела до припинення їхньої експансії. Вже з 1570 року кримські татари продовжили набіги на Московське царство, що призвело до нової війни, результатом якої було спустошення Москви татарами.